# Ravèu
Ravel és un municipi francès situat al departament del Puèi Domat i a la regió d'Alvèrnia-Roine-Alps. L'any 2007 tenia 696 habitants.

## Llocs d'interés
- El Castell de Ravel (segle XII-XVIII), lloc de rodatge de la pel·lícula Les Choristes

## Demografia

### Població
El 2007 la població de fet de Ravel era de 696 persones. Hi havia 287 famílies de les quals 68 eren unipersonals (44 homes vivint sols i 24 dones vivint soles), 111 parelles sense fills, 92 parelles amb fills i 16 famílies monoparentals amb fills.
La població ha evolucionat segons el següent gràfic:
Habitants censats

### Habitatges
El 2007 hi havia 324 habitatges, 288 eren l'habitatge principal de la família, 15 eren segones residències i 22 estaven desocupats. 316 eren cases i 7 eren apartaments. Dels 288 habitatges principals, 232 estaven ocupats pels seus propietaris, 50 estaven llogats i ocupats pels llogaters i 6 estaven cedits a títol gratuït; 1 tenia una cambra, 14 en tenien dues, 38 en tenien tres, 106 en tenien quatre i 128 en tenien cinc o més. 220 habitatges disposaven pel capbaix d'una plaça de pàrquing. A 95 habitatges hi havia un automòbil i a 173 n'hi havia dos o més.

### Piràmide de població
La piràmide de població per edats i sexe el 2009 era:
| Homes | Edats   | Dones |
| ----- | ------- | ----- |
| 0     | 95 o +  | 0     |
| 0     | 90 a 94 | 0     |
| 0     | 85 a 89 | 4     |
| 4     | 80 a 84 | 4     |
| 8     | 75 a 79 | 16    |
| 8     | 70 a 74 | 24    |
| 24    | 65 a 69 | 16    |
| 12    | 60 a 64 | 12    |
| 4     | 55 a 59 | 16    |
| 36    | 50 a 54 | 8     |
| 32    | 45 a 49 | 24    |
| 28    | 40 a 44 | 36    |
| 12    | 35 a 39 | 28    |
| 28    | 30 a 34 | 28    |
| 12    | 25 a 29 | 28    |
| 20    | 20 a 24 | 20    |
| 36    | 15 a 19 | 28    |
| 8     | 10 a 14 | 32    |
| 12    | 5 a 9   | 20    |
| 36    | 0 a 4   | 36    |

## Economia
El 2007 la població en edat de treballar era de 469 persones, 350 eren actives i 119 eren inactives. De les 350 persones actives 327 estaven ocupades (177 homes i 150 dones) i 23 estaven aturades (10 homes i 13 dones). De les 119 persones inactives 52 estaven jubilades, 35 estaven estudiant i 32 estaven classificades com a «altres inactius».

### Ingressos
El 2009 a Ravel hi havia 288 unitats fiscals que integraven 704,5 persones, la mediana anual d'ingressos fiscals per persona era de 17.847 €.

### Activitats econòmiques
Dels 25 establiments que hi havia el 2007, 1 era d'una empresa extractiva, 1 d'una empresa alimentària, 4 d'empreses de fabricació d'altres productes industrials, 7 d'empreses de construcció, 4 d'empreses de comerç i reparació d'automòbils, 1 d'una empresa de transport, 3 d'empreses d'hostatgeria i restauració, 1 d'una empresa de serveis i 3 d'empreses classificades com a «altres activitats de serveis».
Dels 8 establiments de servei als particulars que hi havia el 2009, 2 eren paletes, 1 guixaire pintor, 3 lampisteries, 1 empresa de construcció i 1 restaurant.
Dels 2 establiments comercials que hi havia el 2009, 1 era una botiga de menys de 120 m² i 1 una fleca.
L'any 2000 a Ravel hi havia 9 explotacions agrícoles.

## Equipaments sanitaris i escolars
El 2009 hi havia una escola elemental.

## Poblacions més properes
El següent diagrama mostra les poblacions més properes.